# Forsbacka (Karlshamn)
Forsbacka is een plaats in de gemeente Karlshamn in het landschap Blekinge en de provincie Blekinge län in Zweden. De plaats heeft 55 inwoners (2005) en een oppervlakte van 11 hectare.